# Chiara D'Anna
Pour les articles homonymes, voir D'Anna.
Chiara D'Anna, née dans la province de Turin en Italie, est une actrice et directrice de théâtre italienne.

## Biographie
En 2014, Chiara D'Anna est tête d'affiche avec Sidse Babett Knudsen dans The Duke of Burgundy de Peter Strickland,.
Chiara D'Anna dirige sa propre compagnie de théâtre, Panta Rei Theatre Collective.

## Filmographie
- 2012 : Berberian Sound Studio de Peter Strickland : Elisa
- 2014 : The Duke of Burgundy de Peter Strickland : Evelyn
- 2015 : The Rook, court métrage de Smari Gunn : la femme italienne
- 2016 : Stars and Bones, court métrage de Riccardo Tamburini : Morgana
- 2016 : Native de Daniel Fitzsimmons
- 2017 : Circe and the Boy, court métrage de Thomas Rowe : Circe